# はじめあきらとつくもちゃん
はじめあきらとつくもちゃんは、伊藤一朗（Every Little Thing）と宮脇詩音による日本の音楽ユニット。

## 来歴
- 2017年10月10日 - テレビ東京系アニメ「ポチッと発明 ピカちんキット」の発表会にてユニットとして初お披露目。 発表会の後に行われた記者会見で、2018年の紅白歌合戦への出場を狙うことを公言。
- 2018年
  - 1月6日 - タイアップアニメ「ピカちんキット」の放送がスタート。
  - 5月2日
    - デビューシングル「ピカ☆ちんタイム」リリース。
    - 「前頭葉ダンス 100人踊ってもらうまでホームページ作れまてん」という企画をスタート。

## ディスコグラフィー

### シングル
| 発売日       | 商品名          | レーベル  | 品番                     |
| ------------ | --------------- | --------- | ------------------------ |
| 2018年5月2日 | ピカ☆ちんタイム | avex trax | AVCD-94056/B・AVCD-94057 |

## タイアップ
| 曲名            | タイアップ                                              | 収録作品                       |
| --------------- | ------------------------------------------------------- | ------------------------------ |
| ピカ☆ちんタイム | テレビ東京系アニメ「ポチッと発明 ピカちんキット」主題歌 | 1stシングル「ピカ☆ちんタイム」 |

## 出演

### イベント出演
- 2018年
  - 1月27日 - 「次世代ワールドホビーフェア Winter'18」＠千葉県 幕張メッセ
  - 4月1日 - リリース記念イベント＠埼玉県 イオンレイクタウンmori
  - 4月7日 - リリース記念イベント＠山梨県 イオンモール松本
  - 4月21日 - リリース記念イベント＠千葉県 イオンタウンユーカリが丘
  - 4月22日 - リリース記念イベント＠東京都 南砂町ショッピングセンターSUNAMO
  - 4月29日 - リリース記念イベント＠東京都 としまえん
  - 4月30日 - リリース記念イベント＠長野県 軽井沢・プリンスショッピングプラザ
  - 5月3日 - リリース記念イベント＠茨城県 イオンタウン守谷
  - 5月4日 - リリース記念イベント＠愛知県 イオンモール常滑
  - 5月5日 - リリース記念イベント＠大阪府 パンジョ泉が丘
  - 5月6日 - リリース記念イベント＠大阪府 イオンモールりんくう泉南
  - 5月12日 - リリース記念イベント＠大阪府 アウトレット北広島
  - 5月13日 - リリース記念イベント＠大阪府 イーアス札幌
  - 5月19日 - リリース記念イベント＠福岡県 小倉駅前アイム
  - 5月20日 - リリース記念イベント＠福岡県 イオンモール福岡
  - 6月3日 - リリース記念イベント＠埼玉県 イオンタウン上里
  - 6月17日 - リリース記念イベント＠埼玉県 新所沢PARCO
  - 6月24日 - リリース記念イベント＠神奈川県 イオンモール座間
  - 6月30日 - リリース記念イベント＠埼玉県 モラージュ菖蒲
  - 7月1日 - リリース記念イベント＠千葉県 イオンモール船橋
  - 7月16日 - リリース記念イベント＠埼玉県 アリオ鷲宮
  - 7月21日 - リリース記念イベント＠宮城県 イオンモール名取
  - 7月22日 - リリース記念イベント＠宮城県 おへそひろば
  - 8月4日 - とまこまい港まつり＠北海道 さっぽろ東急百貨店
  - 8月5日 - とまこまい港まつり＠北海道 苫小牧中央公園
  - 8月11日 - リリース記念イベント＠愛知県 イオンモール大高
  - 8月12日 - リリース記念イベント＠岐阜県 モレラ岐阜
  - 8月19日 - FM FUJI「やまなしこどもの城フェスタ」＠山梨県 アイメッセ山梨 会場内特設ステージ
  - 8月25日 - a-nation 2018 supported by dTV＆dTVチャンネル 東京公演 1日目＠味の素スタジアム Community Stage
  - 8月26日 - a-nation 2018 supported by dTV＆dTVチャンネル 東京公演 2日目＠味の素スタジアム Community Stage
  - 9月1日 - キラチャレ2018 九州地区予選＠福岡県 イオンモール福岡

### テレビ番組
- 2018年
  - 2月21日 - バラエティ番組「TiARY TVプラス」（つくもちゃんのみ出演）
  - 2月28日 - バラエティ番組「TiARY TVプラス」（つくもちゃんのみ出演）
  - 5月11日 - 情報番組 「おはスタ」
  - 5月19日 - アニメ「ポチッと発明 ピカちんキット」実写パート
  - 6月15日 - バラエティ番組「5時に夢中！」
  - 6月29日 - 音楽番組「ひるソン！」
  - 9月3日 - バラエティ番組「あにレコTV」

### ラジオ番組
- 2018年
  - 5月4日 - FM FUJI「〜DJ KOO PRESENTS〜 BEAT GOES ON」